# Hubert Kalandyk
Hubert Kalandyk (ur. 20 maja 1994) – polski lekkoatleta specjalizujący się w biegach sprinterskich. 
W 2013 wszedł w skład polskiej sztafety 4 × 100 metrów, która sięgnęła po złoto mistrzostw Europy juniorów w Rieti.
Brązowy medalista halowych mistrzostw Polski w biegu na 200 metrów (2016). Złoty medalista mistrzostw Polski juniorów. Młodzieżowy mistrz Polski (2016).

## Osiągnięcia
| Rok  | Impreza                     | Miejsce | Konkurencja             | Pozycja    | Wynik |
| ---- | --------------------------- | ------- | ----------------------- | ---------- | ----- |
| 2013 | Mistrzostwa Europy juniorów | Rieti   | bieg na 100 metrów      | eliminacje | 10,74 |
| 2013 | Mistrzostwa Europy juniorów | Rieti   | sztafeta 4 × 100 metrów | 1. miejsce | 39,80 |

## Rekordy życiowe
- bieg na 60 metrów (hala) – 6,88 (4 lutego 2017, Spała)
- bieg na 100 metrów – 10,59 (22 maja 2016, Rzeszów) / 10,42w (15 maja 2016, Rzeszów)
- bieg na 200 metrów – 20,96 (31 lipca 2016, Jelenia Góra)